# Blenniella gibbifrons
Blenniella gibbifrons es una especie de pez de la familia Blenniidae en el orden de los Perciformes.

## Morfología
Los machos pueden llegar alcanzar los 12 cm de longitud total.

## Depredadores
En Hawái es depredado por Parupeneus cyclostomus .

## Reproducción
Es ovíparo.

## Hábitat
Es un pez de mar y de clima tropical y asociado a los  arrecifes de coral que vive entre 0-2 m de profundidad.

## Distribución geográfica
Se encuentra desde el África Oriental hasta las Hawái y las Islas de la Línea.